# Latiborská hoľa
Die Latiborská hoľa ist ein 1648 m n.m. hoher Berg in der Niederen Tatra. Er befindet sich am Hauptkamm des Gebirges zwischen den Bergen Veľká hoľa (1640 m n.m.) westlich und Ďurková (1750 m n.m.) östlich des Bergs, im Ďumbierske Tatry genannten Teil der Niederen Tatra, und ist Teil des slowakischen Nationalparks Niedere Tatra. Der Gipfel ist zwischen den Gemeinden Jasenie (Okres Brezno, Banskobystrický kraj) und Partizánska Ľupča (Okres Liptovský Mikuláš, Žilinský kraj) geteilt, die nächsten Siedlungen sind dabei Magurka nordöstlich und Železnô nördlich des Berges.
Der kahle Berg befindet sich in dem aus Granit bestehenden Teil des Gebirges, zwischen den Tälern Ľupčianska dolina im Norden und Jasenianska dolina im Süden. Am Nordhang wurde in der Vergangenheit ein intensiver Bergbau betrieben (Gold, Silber, Antimon), insbesondere von Magurka kommend. Erhaltene Stollen, Halden sowie ein System von Bergbaustraßen und -pfaden sind noch sichtbar. Der Berg hieß ursprünglich slowakisch Zlatý bor (etwa goldener Fichtenwald), ein Name, der von deutschen Bergleuten in Magurka zu Latibor verballhornt wurde. Diese Bezeichnung wird heute adjektivisch zusammen mit dem Gattungswort hoľa (Alm, Weide) verwendet.

## Tourismus
Über die Latiborská hoľa passiert ein rot markierter Wanderweg zwischen dem Sattel Hiadeľské sedlo und Chopok, hier Teil des Europäischen Fernwanderwegs E8 und zugleich des slowakischen Fernwanderwegs Cesta hrdinov SNP. Den nächsten talwärtigen Anschluss gibt es vom östlich gelegenen Sattel Sedlo Latiborskej hole Richtung Magurka (blau markierter Wanderweg).